# Callistemon macropunctatus
Callistemon macropunctatus är en myrtenväxtart som först beskrevs av Dum.Cours., och fick sitt nu gällande namn av Arthur Bertram Court. Callistemon macropunctatus ingår i släktet lampborstar, och familjen myrtenväxter.

## Underarter
Arten delas in i följande underarter:
- C. m. laevifolius
- C. m. macropunctatus

## Bildgalleri

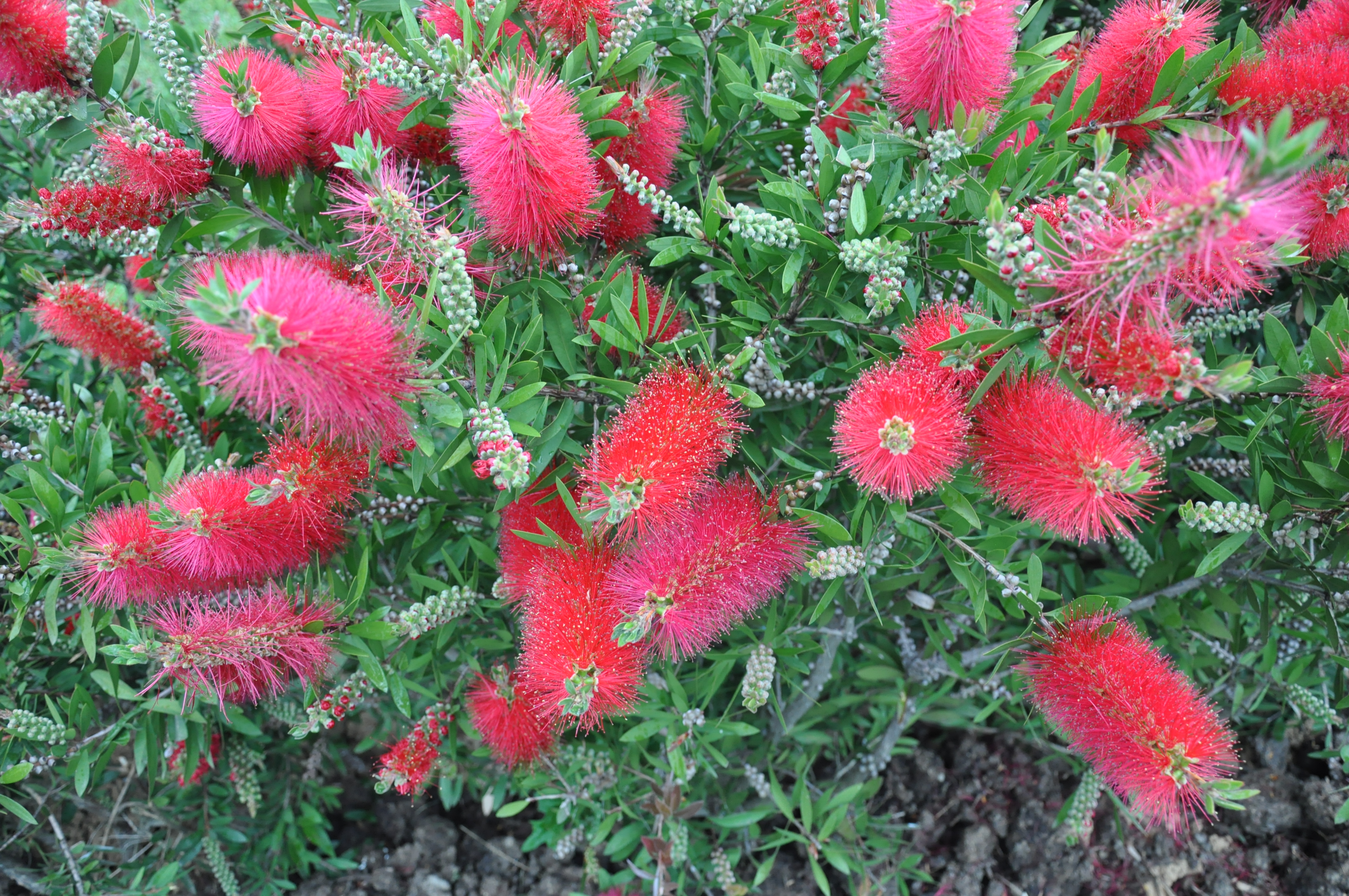
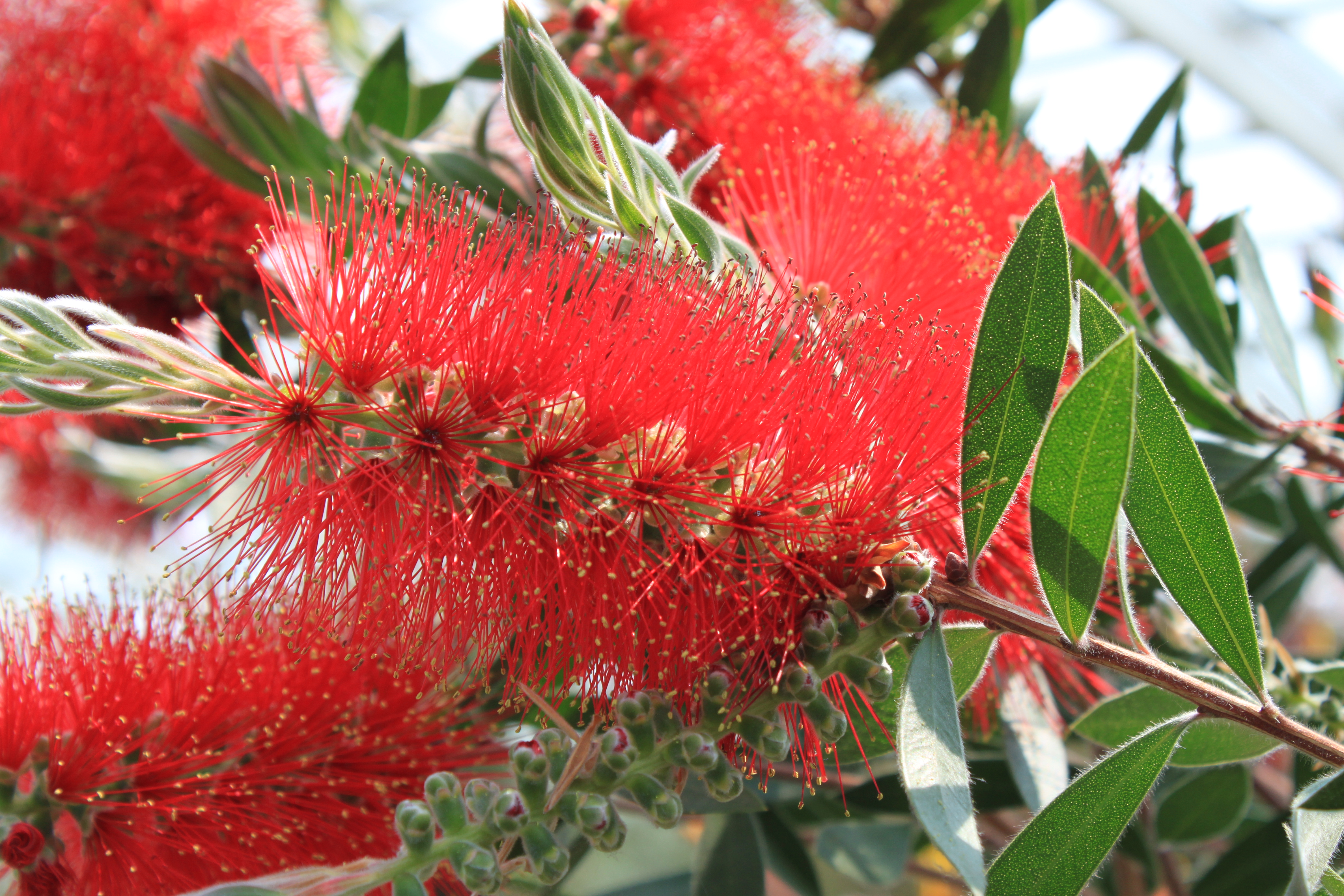
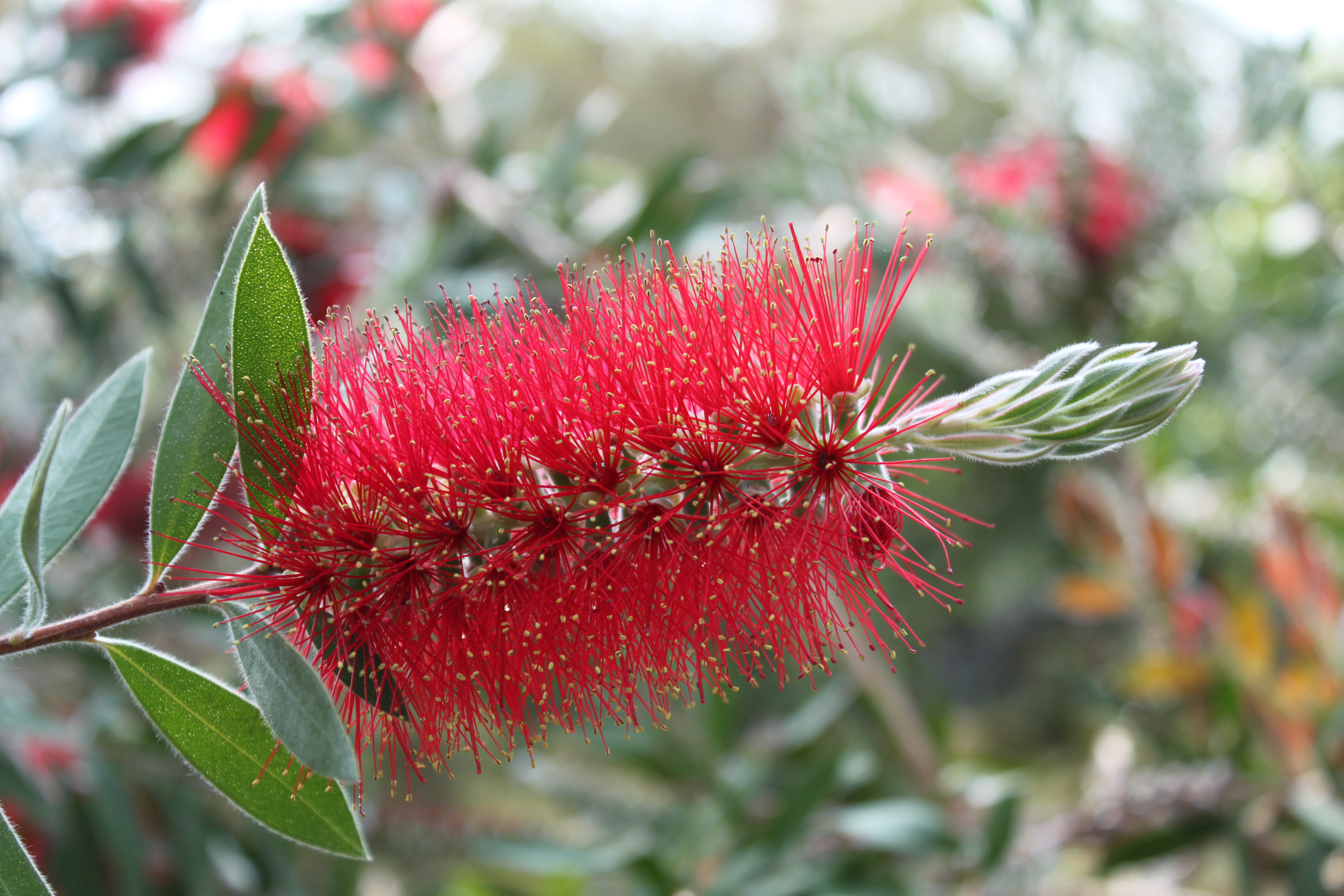
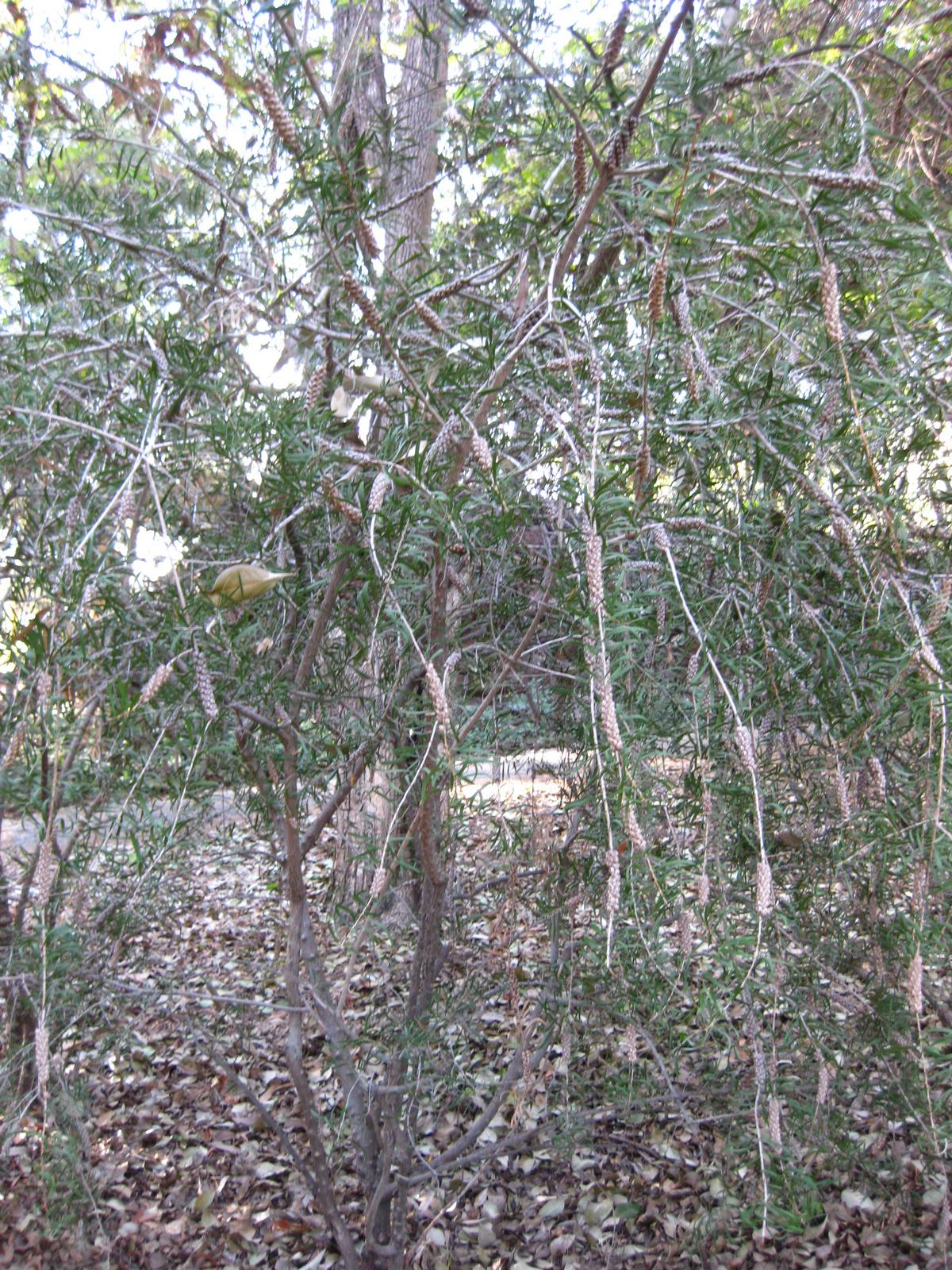
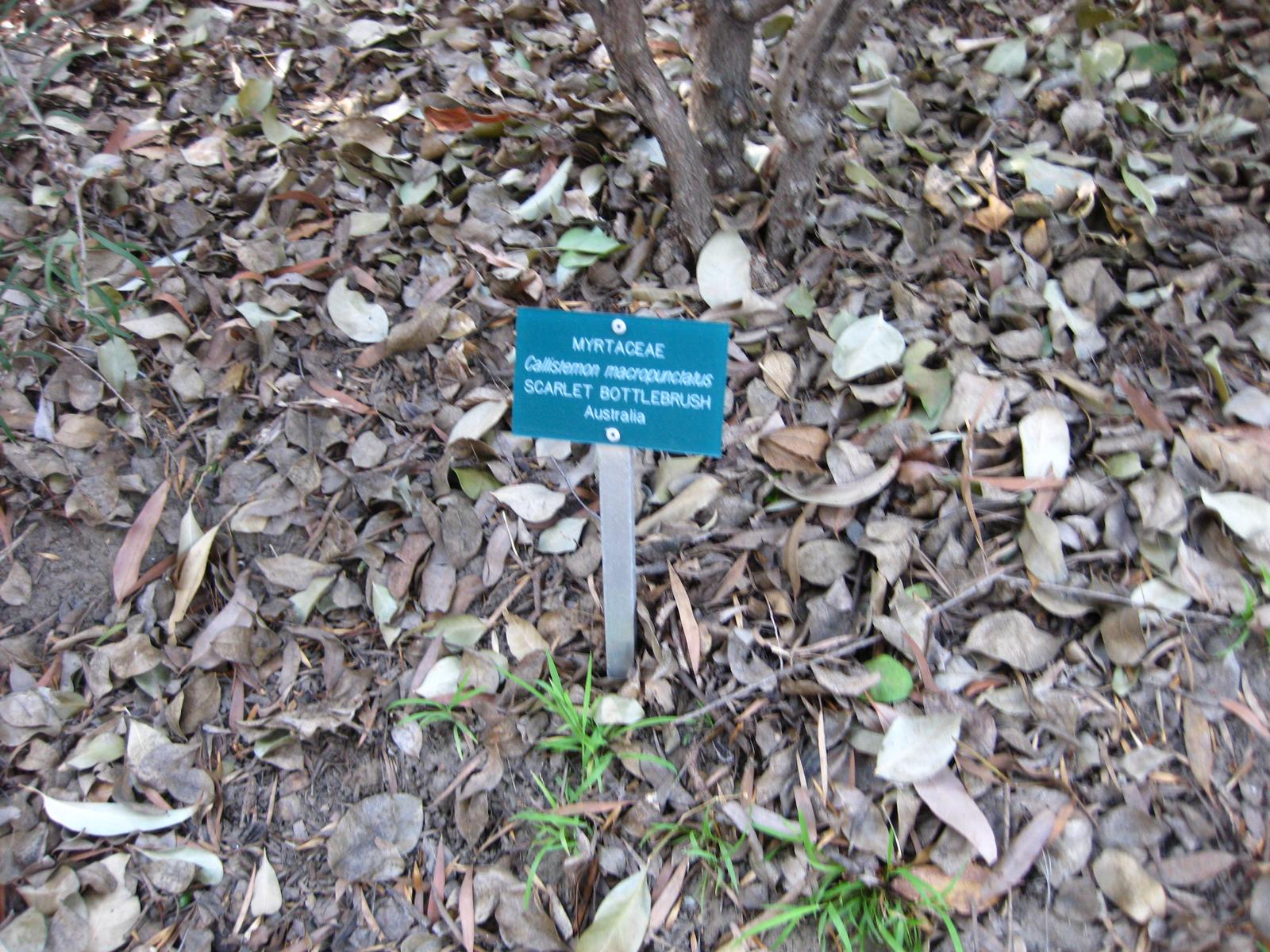